# Cherry Valley (Illinois)
Cherry Valley é uma vila localizada no estado americano de Illinois, no Condado de Winnebago.

## Demografia
Segundo o censo americano de 2000, a sua população era de 2191 habitantes.
Em 2006, foi estimada uma população de 2248, um aumento de 57 (2.6%).

## Geografia
De acordo com o United States Census Bureau tem uma área de
9,8 km², dos quais 9,7 km² cobertos por terra e 0,1 km² cobertos por água. Cherry Valley localiza-se a aproximadamente 222 m acima do nível do mar.

## Localidades na vizinhança
O diagrama seguinte representa as localidades num raio de 16 km ao redor de Cherry Valley.